# Халобатеси
Халобатесите (Halobates) са род насекоми от семейство Водомерки (Gerridae).
Таксонът е описан за пръв път от Йохан Фридрих фон Ешолц през 1822 година.

## Видове
- Halobates acherontis
- Halobates compar
- Halobates darwini
- Halobates dianae
- Halobates germanus
- Halobates hawaiiensis
- Halobates hayanus
- Halobates herringi
- Halobates japonicus
- Halobates lannae
- Halobates lituratus
- Halobates matsumurai
- Halobates micans
- Halobates mjobergi
- Halobates princeps
- Halobates regalis
- Halobates robinsoni
- Halobates robustus
- Halobates sericeus
- Halobates sobrinus
- Halobates splendens
- Halobates stali
- Halobates whiteleggei
- Halobates zephyrus